# Montpellier Water-Polo
Le Montpellier Water-Polo, appelé plus communément le MWP, est une association fondée en 1998 basée à Montpellier qui propose des cours en natation, aquagym, aquapalming et water-polo, des stages de natation ainsi que des formations comme le brevet national de sécurité et de sauvetage aquatique (BNSSA). Le club possède une équipe de water-polo masculine professionnelle qui évolue en championnat de France élite.

## Historique
Pour prendre le relais de la section en faillite du Montpellier Université Club, Christophe Spilliaert, fils de Marcel Spilliaert, et sa mère Louise fondent le Montpellier Water-Polo en 1998. Le premier en devient le Président et la seconde la trésorière.
Le club comprend une partie water-polo avec une équipe professionnelle évoluant en Championnat de France pro A, une école de water-polo et un centre de formation, et une partie école de natation. Il propose des cours et des stages de natation aux enfants à partir de 4 ans et aux adultes, ainsi que des activités aquatiques comme l'aquagym, l'aquapalming et une formation au BNSSA.
L'équipe professionnelle remporte ses deux premiers titres avec deux coupes de France (celle de 2007-2008 en juin, puis celle de 2008-2009 en septembre).
Pour la saison du championnat de France élite 2008-2009, le budget est de 300 000 euros, 450 000 euros en 2009-2010 et 500 000 euros en 2010-2011
En juin 2012, l'équipe remporte son premier titre de champion de France contre le Cercle des nageurs de Marseille, tenant du titre depuis 2005. Elle renouvelle cette performance en 2014. De 2009 à 2015, le club se retrouve à six reprises opposé aux Marseillais en finale.
C'est en mai 2017 que le MWP remporte le dernier titre qui manquait à son palmarès : Vainqueur de la Coupe de la Ligue.

## Palmarès
| Compétitions nationales |
| - Championnat de France : - Champion (2) - 2012 - 2014 - Vice-champion (3) - 2007, 2010, 2011, 2013, 2015 - Troisième (5) - 1999, 2002, 2005, 2006, 2009, 2017 - Coupe de la Ligue - Vainqueur : 2017 - Finaliste : 2014 et 2015 - Coupe de France : - Vainqueur (2) - 2008, 2009 - Finaliste (3) - 2007 |

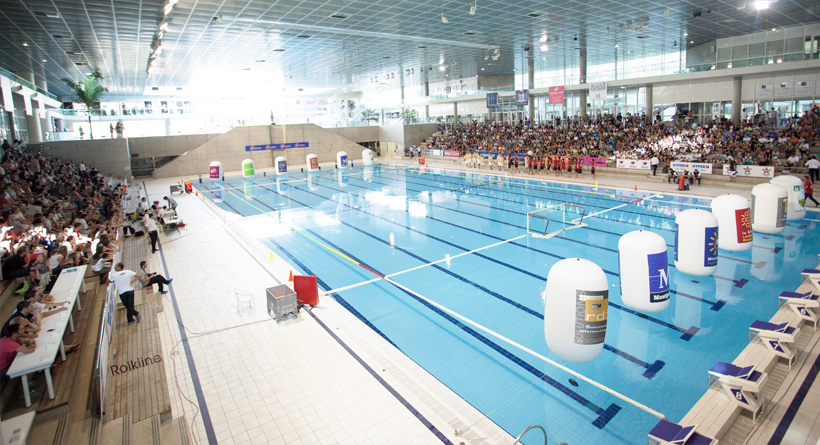
Montpellier Water-Polo
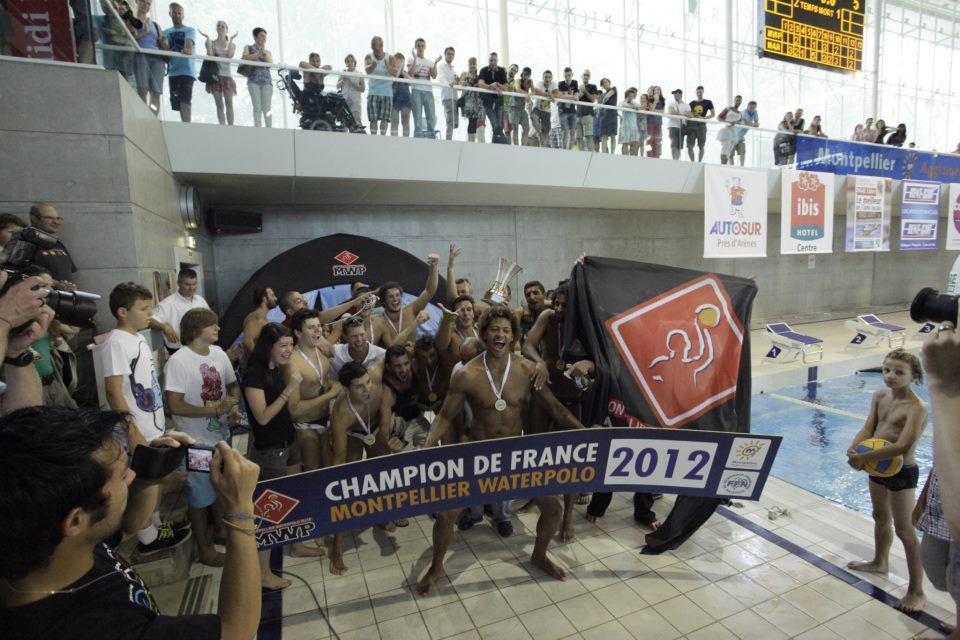
Montpellier water polo champion de France 2012
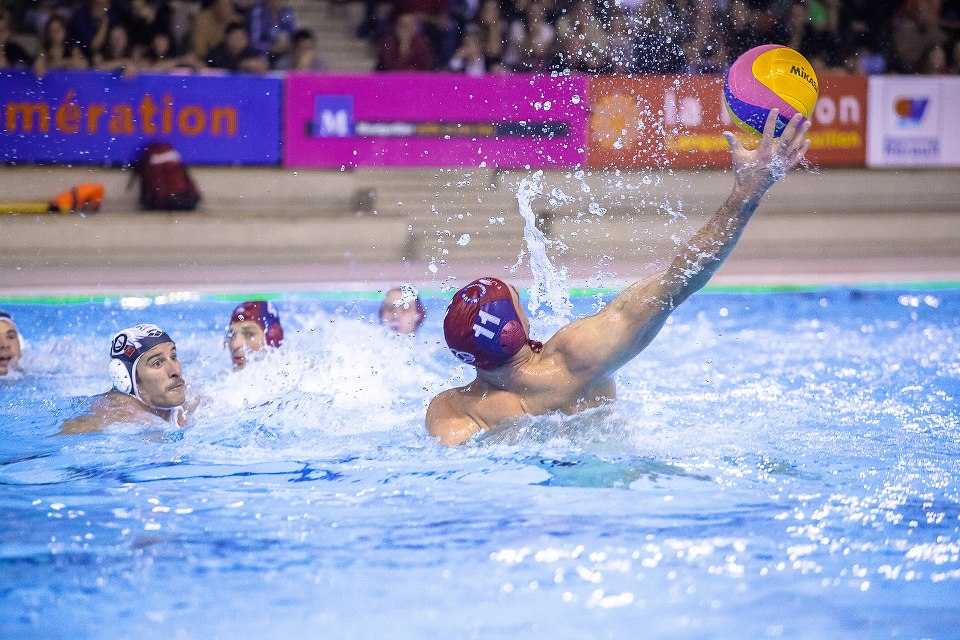
Rencontre de Coupe d'Europe face à Dubrovnik
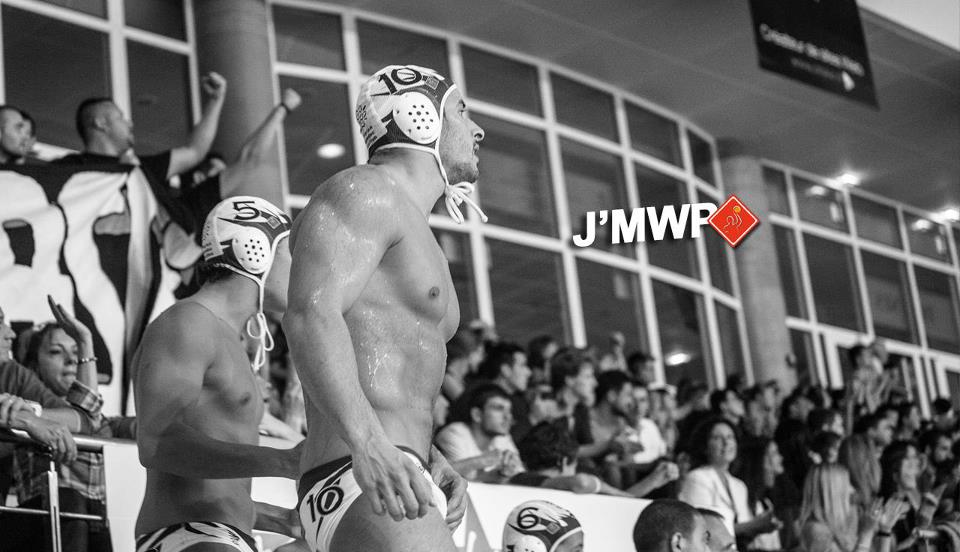
Raphaël Pirat en action
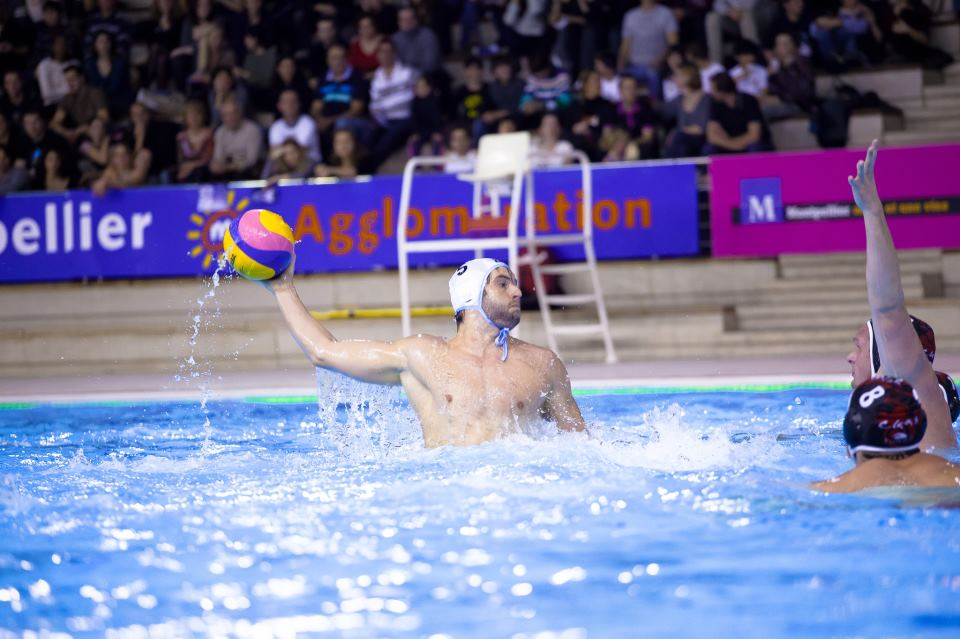
Remi Saudadier en action